# Каховський Василь Васильович
Василь Васильович Каховський (рос. Василий Васильевич Каховский; 1738 — 25 червня 1794, Катеринослав, Катеринославське намісництво, Російська імперія) — російський державний діяч XVIII століття, генерал-майор. Правитель Таврійської области (1784—1788) та Катеринославського намісництва (1788—1794).

## Життєпис
Василь Каховський походив з російського дворянського роду Каховських. Народився 1738 року в родині Василя Осиповича Каховського. Його братом був Михайло Каховський — генерал від інфантерії.
З 1753 року перебував на військовій службі. Як і брат, навчався в Сухопутному шляхетському корпусі. Служив у Генеральному штабі. З 1769 року — генерал-квартирмейстер майорського чину, з 1773 — полковник.
Пізніше перейшов до громадянської служби. Під час губернаторства брата Михайла в Могильовській губернії (з 1778 — намісництві) Василь Каховський був радником Могильовського губернського правління. Після переведення брата до Криму в 1780 році був призначений Могильовської палати громадянського суду. 1783 року став статським радником.
1784 року призначений Катериною II правителем (губернатором) новоствореної Таврійської области. 1786 року став дійсним статським радником.
1788 року призначений правителем (губернатор) Катеринославського намісництва.
З 1790 року був генерал-майором Російської імператорської армії.
Помер 25 червня 1794 року в Катеринославі.

## Нагороди
- Орден Святого Володимира II ступеня (1787)
- Орден Святої Анни